# 小行星17225
小行星17225（17225 Alanschorn）是一颗绕太阳运转的小行星，为主小行星带小行星。该小行星于2000年2月2日发现。

## 轨道参数
小行星17225的轨道半长轴为2.3392070 UA，离心率为0.120。